# 2020 у Тернопільській області
| Роки в Тернопільській області: ← · 2000 · 2001 · 2002 · 2003 · 2004 · 2005 · 2006 · 2007 · 2008 · 2009 · 2010 · 2011 · 2012 · 2013 · 2014 · 2015 · 2016 · 2017 · 2018 · 2019 · 2020 · 2021 · 2022 · 2023 · 2024 · 2025 Див. також: XIX століття · XX століття |

## Міста-ювіляри
- 680 років із часу заснування міста Заліщиків (1340),
- 580 років із часу заснування селища міського типу Козової (1440),
- 570 років із часу заснування міста Почаєва (1450),
- 480 років із часу заснування міста Тернополя (1540).

## Річниці

### Річниці заснування, утворення
- 1240
  - 780 років від часу явлення Чудотворної ікони Матері Божої в Зарваниці.
  - 780 років від часу заснування Почаївської Свято-Успенської лаври.

### Річниці від дня народження
- 1 січня
  - 170 років від дня народження українського поета, новеліста, драматурга Лева Лотоцького (1850—1926).
  - 125 років від дня народження українського поета, прозаїка, драматурга Миколи Тарновського (1895—1984).
- 12 січня — 140 років від дня народження українського композитора, диригента, педагога Василя Безкоровайного (1880—1966).
- 14 січня — 120 років від дня народження українського ученого-біохіміка, заслуженого діяча науки і техніки УРСР (1960) Степана Ґжицького (1900—1976).
- 28 січня — 120 років від дня народження українського німецького прозаїка, літературознавця Германа Кестена (1900—1996).
- 2 лютого — 175 років від дня народження українського ученого, фізика, електротехніка, винахідника, громадського діяча Івана Пулюя (1845—1918).
- 8 лютого — 125 років від дня народження українського ученого-психолога Олександра Кульчицького (1895—1980).
- 9 лютого — 140 років від дня народження українського історика, публіциста, громадського діяча Івана Джиджори (1880—1919).
- 16 лютого — 70 років від дня народження українського вченого у галузі геології та конструктивної географії, педагога Мирослава Сивого (нар. 1950).
- 25 лютого — 170 років від дня народження українського письменника, публіциста, громадсько-політичного діяча Володимира Барвінського (1850—1883).
- 25 березня — 70 років від дня народження українського співака (баритональний бас), композитора, заслуженого артиста України (2005) Леоніда Макаровича Корженевського (нар. 1950).
- 1 квітня — 270 років від дня народження  польського просвітителя, філософа, публіциста, ученого Гуго Коллонтая (1750—1812).
- 9 квітня — 60 років від дня народження українського актора театру та кіно, режисера, сценариста, народного артиста України (2009) Олега Мосійчука (1960).
- 14 квітня — 125 років від дня народження українського актора, режисера, педагога, діяча культури Йосипа Гірняка (1895—1989).
- 19 квітня — 120 років від дня народження українського живописця, графіка Петра Обаля (1900—1987).
- 6 травня — 120 років від дня народження поета, фольклориста, краєзнавця Юрія Горошка (1900—1980).
- 14 травня — 100 років від дня народження громадсько-політичної діячки, педагога, публіциста, редактора Слави Стецько (1920—2003).
- 25 травня — 100 років від дня народження бандуриста-віртуоза, співака, композитора, лікаря Зіновія Штокалка (1920—1968).
- 18 липня — 60 років від дня народження бібліотекаря-бібліографа, громадського та культурного діяча, заслуженого працівника культури України (2012) Василя Вітенка (нар. 1960).
- 19 липня — 70 років від дня народження актора, режисера, народного артиста України (2016) Івана Ляховського (нар. 1950).
- 8 серпня — 80 років від дня народження театрознавця, музикознавця, громадсько-культурної діячки Марти Подкович (нар. 1940).
- 9 вересня — 120 років від дня народження ученого-фізика, винахідника, громадського діяча Олександра Смакули (1900—1983).
- 15 жовтня — 125 років від дня народження письменника, публіциста, перекладача Володимира Ґжицького (1895—1973).
- 23 жовтня — 60 років від дня народження сценографа, книжкового графіка, заслуженого художника України (2018) Володимира Якубовського (нар. 1960).
- 13 листопада — 150 років від дня народження ученого-правника, академіка Станіслава Дністрянського (1870—1935).
- 1 грудня — 90 років від дня народження поета, краєзнавця, журналіста, публіциста Григорія Барана (1930—2013).